# Mahjoub Haïda
Mahjoub Haïda (né le 1er juillet 1970) est un athlète marocain, spécialiste des courses de demi-fond.

## Biographie
Il remporte la médaille d'argent du 800 m lors des Championnats du monde en salle 1997, à Paris-Bercy. Devancé par le Danois Wilson Kipketer, il établit un nouveau record du Maroc en salle en 1 min 45 s 76. 
Son record personnel en plein, établi le 14 juillet 1998 à Rome, est de 1 min 43 s 50.

### Palmarès
| Date | Compétition                    | Lieu      | Résultat | Épreuve |
| ---- | ------------------------------ | --------- | -------- | ------- |
| 1992 | Championnats d'Afrique         | Maurice   | 3e       | 800 m   |
| 1992 | Jeux panarabes                 | Lattaquié | 1er      | 800 m   |
| 1993 | Jeux méditerranéens            | Narbonne  | 1er      | 800 m   |
| 1995 | Championnats du monde en salle | Barcelone | 5e       | 800 m   |
| 1995 | Finale du Grand Prix           | Monaco    | 2e       | 800 m   |
| 1997 | Championnats du monde en salle | Paris     | 2e       | 800 m   |

### Records
| Épreuve | Épreuve   | Performance        | Lieu  | Date            |
| ------- | --------- | ------------------ | ----- | --------------- |
| 800 m   | Plein air | 1 min 43 s 50      | Rome  | 14 juillet 1998 |
| 800 m   | Salle     | 1 min 45 s 76      | Paris | 9 mars 1997     |
| 1 000 m | Plein air | 2 min 14 s 69 (NR) | Nice  | 12 juillet 1995 |